# Chillington (Somerset)
Chillington est une paroisse civile et un village du Somerset, en Angleterre.